# Andreas Grimelund

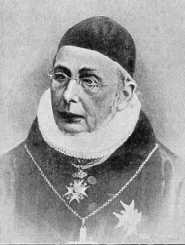
Andreas Grimelund.

Andreas Grimelund, född 26 januari 1812, död 3 januari 1896, var en norsk teolog, biskop, bror till Hans Grimelund, far till Johannes Grimelund.
Grimelund blev lärare vid praktisk-teologiska seminariet i Kristiania 1852 och var biskop i Trondheim 1861–1883. Grimelund krönte Oskar II och drottning Sofia i Trondheim 1873. Han innehade flera viktiga kyrkliga uppdrag, bland annat som ordförande i psalmbokskommissionen 1865 och utgav flera teologiska arbeten, bland annat Forelæsninger over practisk Theologie (1856, ny upplaga 1884).